# کیمیکا هوشی
کیمیکا هوشی (انگلیسی: Kimika Hoshi؛ زادهٔ ۲۶ ژانویهٔ ۱۹۹۶) بازیکن هاکی روی چمن زن اهل ژاپن است.